# 黑森的芭芭拉
黑森的芭芭拉（德語：Barbara von Hessen，1536年4月8日—1597年6月8日）是黑森領地伯爵腓力一世的女兒，母親是薩克森的克里斯蒂娜。

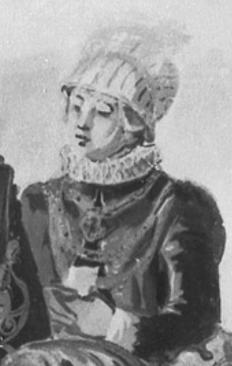
黑森的芭芭拉

1555年，芭芭拉與符騰堡-蒙貝爾加德的格奧爾格結婚，兩人的獨子腓特烈一世於1557年出生。